# Gare de Louxor
La gare de Louxor est une gare ferroviaire égyptienne, située à proximité du centre de la ville de Louxor.
Elle est mise en service en 1898. C'est une gare de l'Egyptian National Railways (en) notamment desservie par des trains de la relation Alexandrie - Le Caire - Louxor - Assouan.

## Situation ferroviaire
Établie à 82 mètres d'altitude, la gare de Louxor est située sur la ligne ferroviaire de la Haute-Égypte, qui rejoint la frontière avec le Soudan via la gare d'Assouan.

## Histoire
La gare de Louxor est mise en service lors de l'arrivée de la ligne de chemin de fer en 1898. La même année la ligne est prolongée par un chemin de fer à voie étroite (1,067 m) jusqu'à la gare d'Assouan. Ce prolongement est mis à l'écartement standard en 1926.

## Service des voyageurs

### Accueil
La gare de Louxor dispose d'un bâtiment voyageurs, avec guichets dont un réservé aux trains de nuit avec wagons-lits, un automate permet également l'achat de titres de transport.

### Desserte
Louxor est notamment desservie par des trains de la société nationale, omnibus ou rapides circulant entre Alexandrie - Le Caire - Louxor - Assouan. Cette desserte est complétée par des trains directs de nuit de la Watania sleeping trains.

## Galerie de photographies

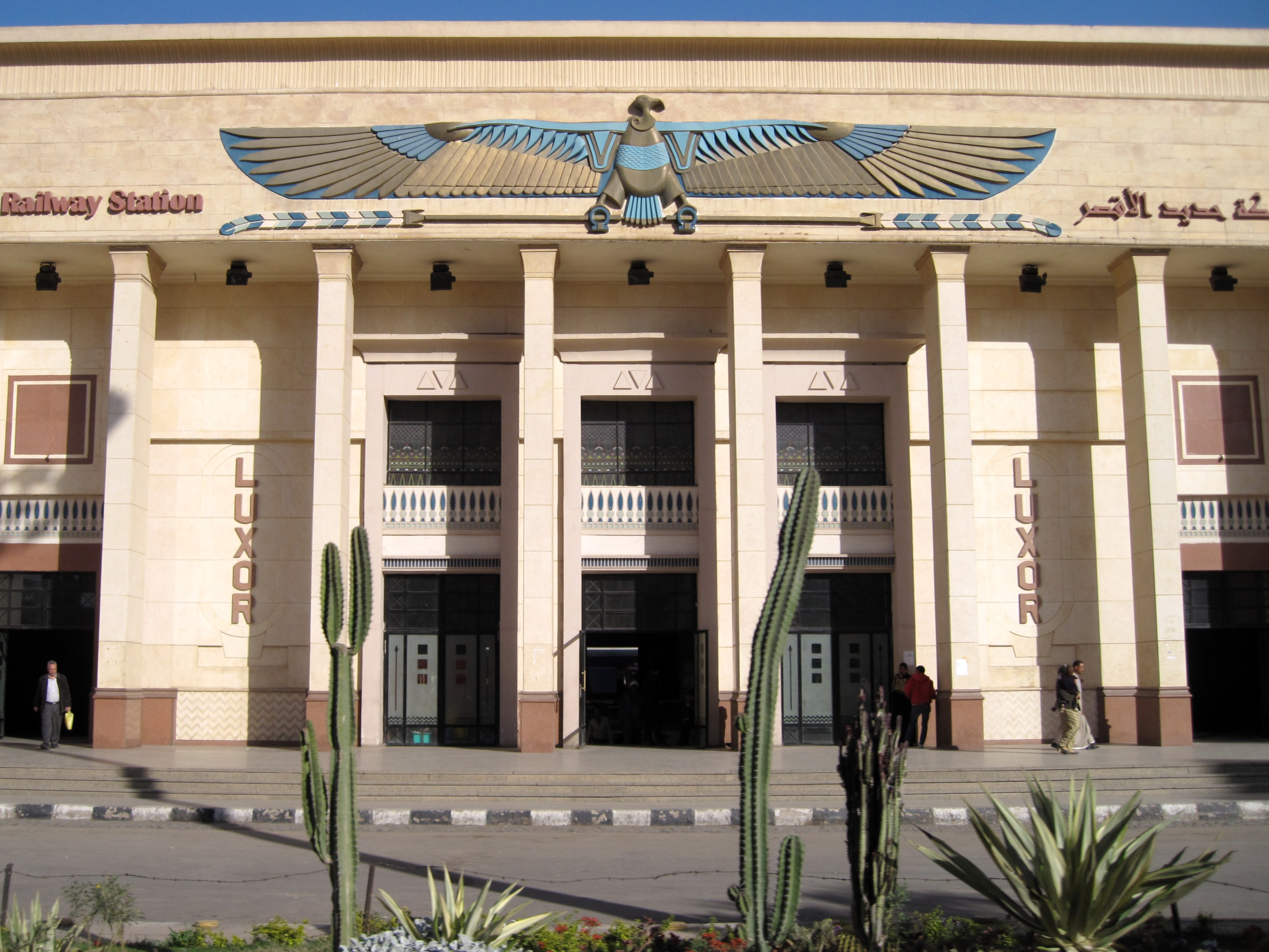
Entrée en 2011.
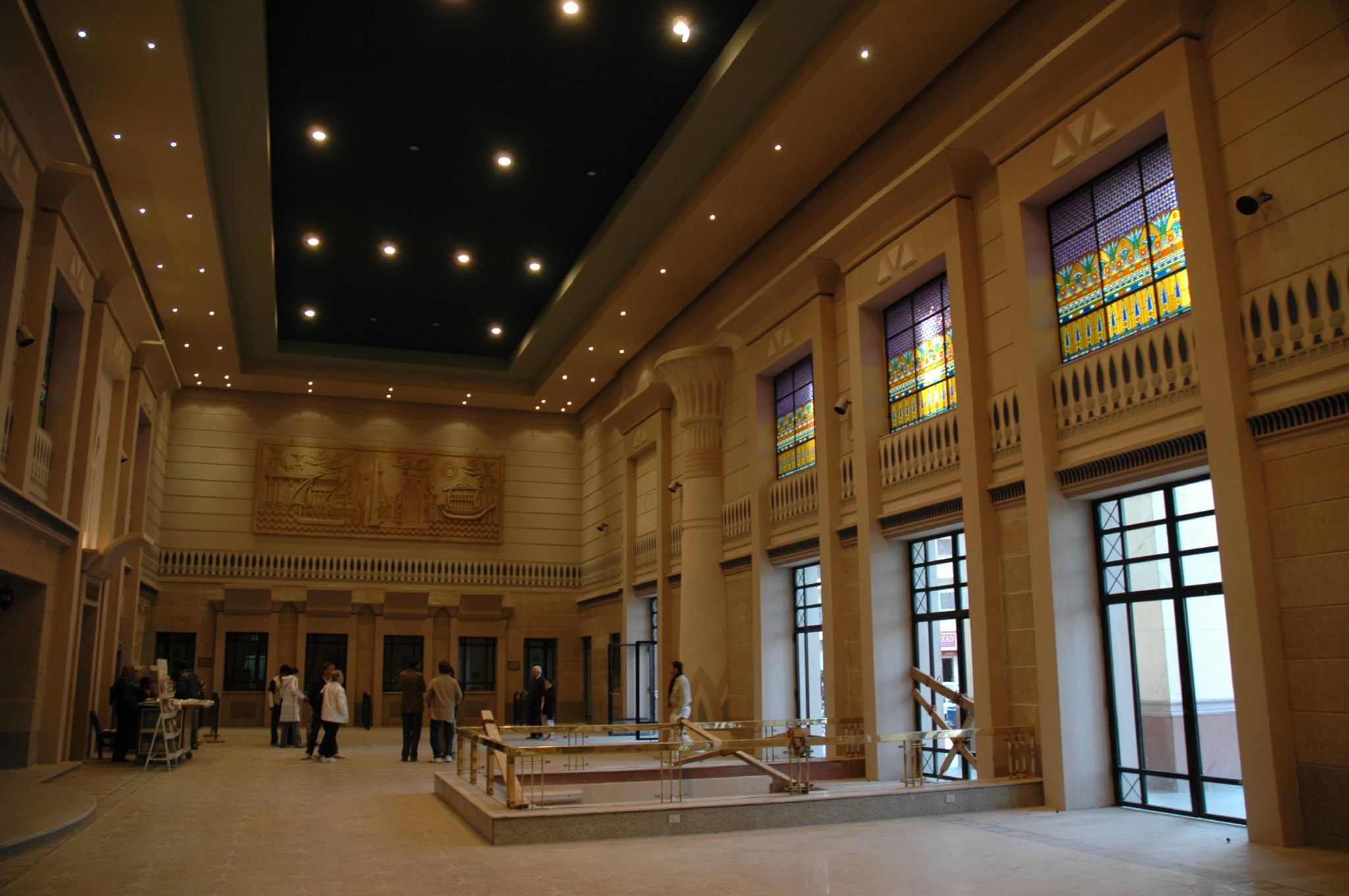
Hall en 2006.
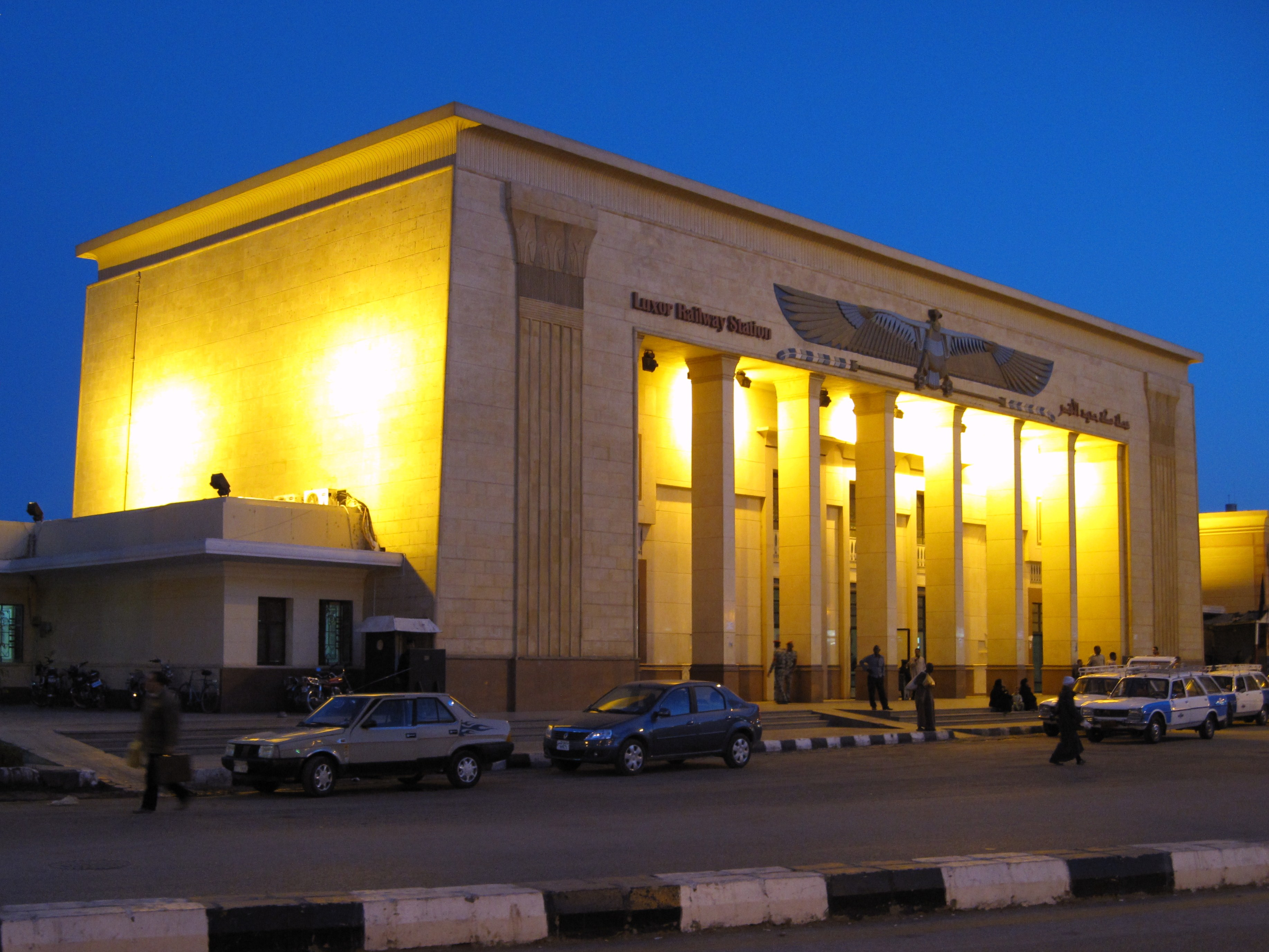
Éclairage de nuit.
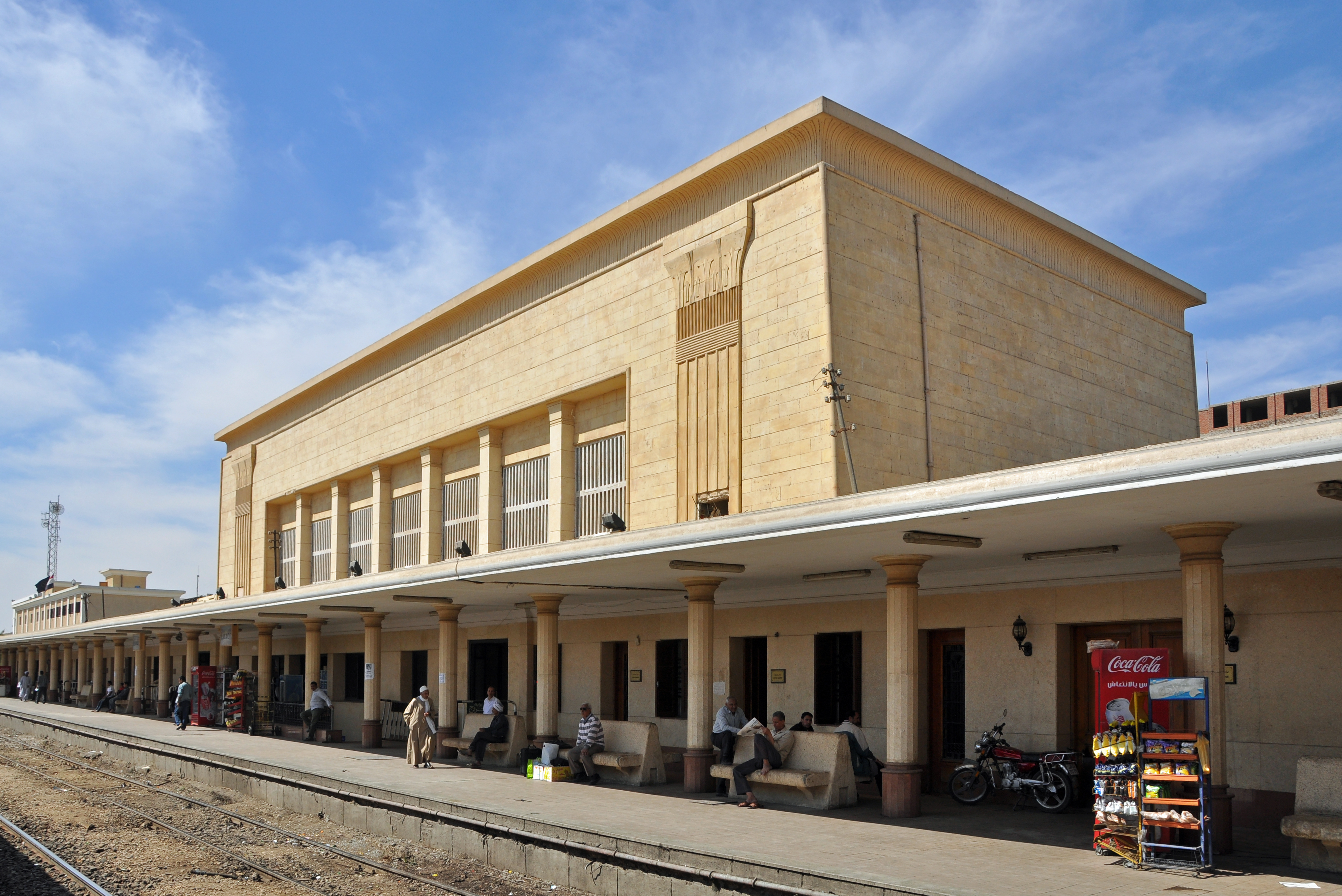
La gare, côté voies.
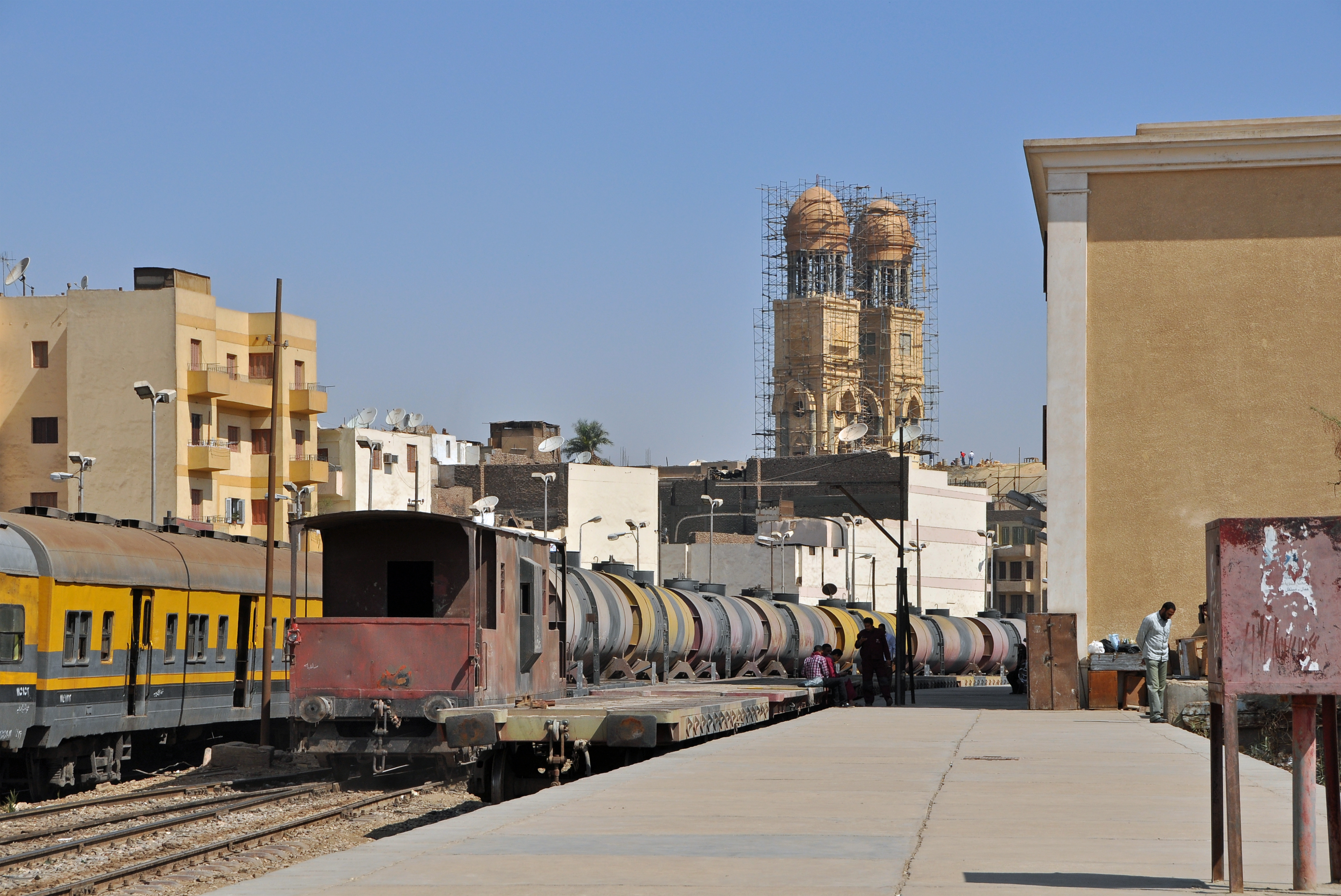
Les voies et les quais.
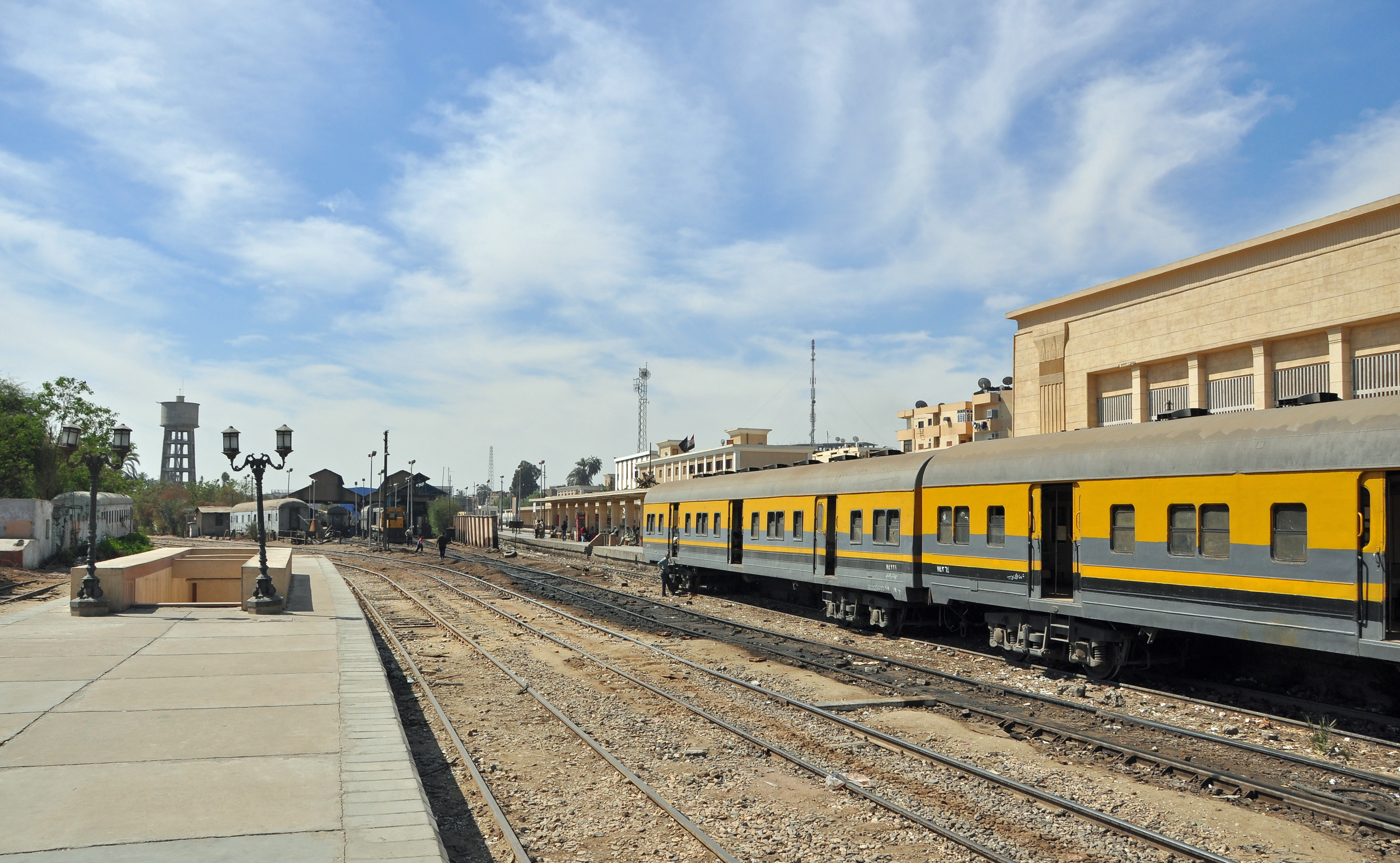
Les voies et les quais.